# キング・オブ・ハーレー
キング・オブ・ハーレー（原題：Beyond the Law または Fixing the Shadow）は、1993年に公開されたアメリカ合衆国の映画作品。潜入捜査のためにモーターサイクル・ギャングの一員となった青年の闘いが描かれる。

## ストーリー
アリゾナ州の砂漠の街。警察官のダン・サクソンの自宅に州検事局のプライス捜査官が現れ、麻薬・銃器密売の拠点であるバイクチーム「ジャッカルズ」の摘発のため、潜入捜査官としてダンをスカウトする。ダンは本名を「ウィリアム・パトリック・スタイナー」といい、ある前歴を隠して警官となっていた事実をプライスに握られていたことから断ることができなかった。
オートバイを手に入れ、バイカーの文化を身につける必要があったダンは、バイク修理工のヴァージルと知り合い、レザージャケット、長いヒゲ、入れ墨といったバイカーらしい扮装や、言動を叩き込まれる。「シド」という偽名を名乗ったダンは、ヴァージルと「パイソンズ」という架空のバイクチームをでっち上げ、ジャッカルズに接近する。「シド」はジャッカルズを取材するために帯同中のフォトジャーナリスト、ルネと相思相愛となる。
ジャッカルズのリーダー、ブラッドの信頼を得たダンは麻薬の取引にこぎつけ、買い上げた物資を証拠品として検事局に流し、さらに密造拠点の情報を得るが、ブラッドへの信頼を得る過程で麻薬中毒になったことで自己嫌悪に陥る。また、ジャッカルズへの加入を断ったことがきっかけでブラッドの不審を招く。焦ったダンは、身元が割れかけていた別の潜入捜査官を、バイカー仲間や警官隊が見ている中で激しく暴行する。留置場に連行されたダンは同房となった先住民の老人・チャーリーから「自分の影を捨てたために死んだ男」についての民話を聞かされ、自身の境遇と重ねる。
ダンが潜入捜査官を暴行した騒動のため、検事局の秘密捜査は当局の知るところとなって打ち切りを余儀なくされる。行き場を失ったダンはブラッドとつるみ、酒と麻薬に溺れていく。ある夜、ジャッカルズはコンビニ強盗を起こし、店員を射殺する。一部始終に居合わせたダンの心に過去のトラウマが呼び起こされる。ダンことパトリックは先住民にルーツを持ち、幼い頃、先住民嫌いの継父に激しい虐待を受けた末、はずみで射殺した過去があった。ダンは苦痛を克服するため、ふたたびジャッカルズの打倒を決意する。
検事局はジャッカルズの拠点を一斉捜査する。その間、ダンは単身でブラッドの住むトレーラーハウスに乗り込み、彼を射殺する。ダンは駆けつけたプライスに対して辞職を告げ、警察手帳とバッジを投げ捨てて、砂漠の果てに歩み去った（「これは実話を元にした物語である」という旨の字幕が表示される）。

## キャスト
| 役名                 | 俳優                       | 日本語吹替                                                                    | 日本語吹替                                                                                |
| 役名                 | 俳優                       | VHS版                                                                         | テレビ東京版                                                                              |
| -------------------- | -------------------------- | ----------------------------------------------------------------------------- | ----------------------------------------------------------------------------------------- |
| ダン・サクソン       | チャーリー・シーン         | 山寺宏一                                                                      | 江原正士                                                                                  |
| ルネ・ジェイソン     | リンダ・フィオレンティーノ | 塩田朋子                                                                      | 深見梨加                                                                                  |
| ブラッド             | マイケル・マドセン         | 大塚芳忠                                                                      | 佐古正人                                                                                  |
| コンロイ・プライス   | コートニー・B・ヴァンス    | 金尾哲夫                                                                      | 沢木郁也                                                                                  |
| ヴァージル           | レオン・リッピー           | 稲葉実                                                                        | 宝亀克寿                                                                                  |
| オートミール         | デニス・バークレー         | 島香裕                                                                        | 立木文彦                                                                                  |
| ボーガス・チャーリー | リノ・サンダー             | 峰恵研                                                                        | 山野史人                                                                                  |
| ブッチ・プレスコット | リップ・トーン             | 城山堅                                                                        | 仲野裕                                                                                    |
| その他               |                            | 田中正彦 小林優子 星野充昭 梁田清之 佐藤しのぶ 相沢まさき 荒川太朗 嶋村カオル | 稲葉実 中田譲治 津田英三 荒川太朗 檀臣幸 叶木翔子 吉田美保 吉田小南美 棚田恵美子 坂口賢一 |
|                      |                            |                                                                               |                                                                                           |
| 演出                 |                            | 松岡裕紀                                                                      | 戸田清二郎                                                                                |
| 翻訳                 |                            | 平田勝茂                                                                      | 久保喜昭                                                                                  |
| 調整                 |                            | 金谷和美 滝沢康                                                               | 長井利親                                                                                  |
| 効果                 |                            |                                                                               | VOX                                                                                       |
| 解説                 |                            |                                                                               | 木村奈保子                                                                                |
| 制作                 |                            | プロセンスタジオ                                                              | スケアクロウ                                                                              |
| 初回放送             |                            |                                                                               | 1996年1月18日 『木曜洋画劇場』                                                            |

## スタッフ
- 製作 - ジョン・フィードラー、マーク・ターロフ（英語版）
- 監督 - ラリー・ファーガソン（英語版）
- 脚本 - ラリー・ファーガソン
- 撮影 - ロバート・スティーヴンス（英語版）
- 美術 - ジェームズ・L・ショップ（英語版）
- 音楽 - コリー・レリオス（英語版）、ジョン・ダンドレア（英語版）